# Spring Valley (Minnesota)

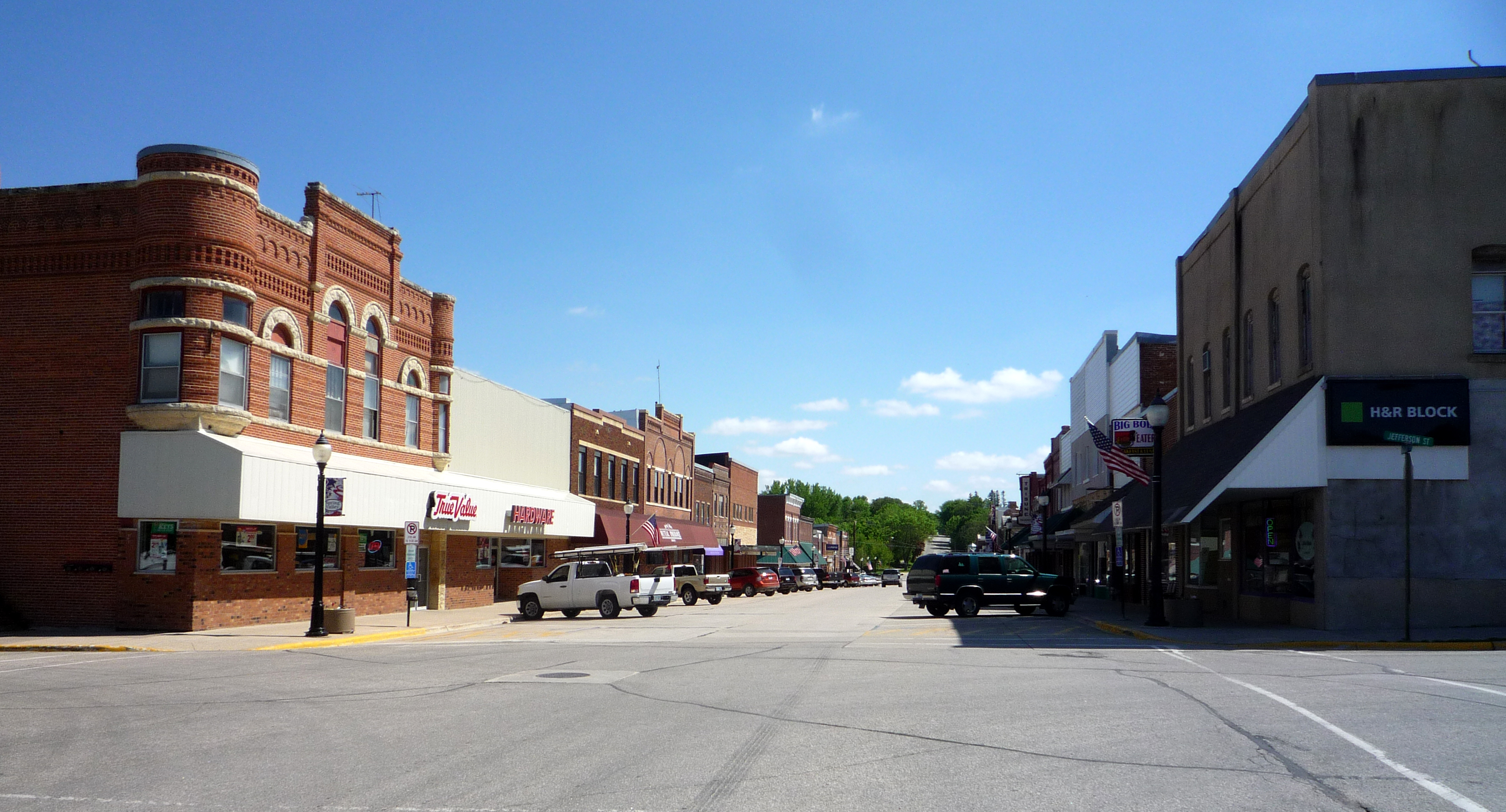
Spring Valley

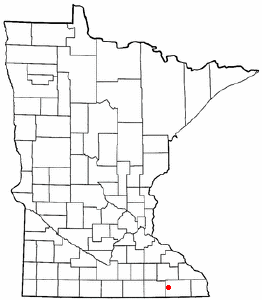
lokalizacja miasta

Spring Valley – amerykańskie miasto w hrabstwie Fillmore w stanie Minnesota. Według spisu ludności z 2006 roku, liczy 2428 mieszkańców. Zajmuje powierzchnię około 6,5 km².
Od lat 70., XIX wieku mieszkał tu Almanzo Wilder z rodzicami i rodzeństwem. W 1879, Almanzo wyprowadził się, by powrócić na krótko (1889–1891) wraz z żoną Laurą Ingalls Wilder i córką Rose.